# Modletice (Písečné)
Modletice (německy Mudlau) jsou malá vesnice, část obce Písečné v okrese Jindřichův Hradec v Jihočeském kraji. Leží 1,5 kilometru severně od Písečného v nadmořské výšce 440 metrů. Leží na pravé straně údolí Moravské Dyje, které je součástí Mutenského hřbetu v jižní části Brtnické vrchoviny. Po vzniku Československa v roce 1918 se silnou českou menšinou, po odsunu německého obyvatelstva v roce 1945 a dosídlení, české obyvatelstvo. V roce 1843 žilo v obci 130 obyvatel ve 20 domech a 30 domácnostech.

## Historie
Modletice patřily do roku 1358 ke Starému Hobzí, kdy je zmiňován Sezima z Janštejna s chotí Annou z Janštejna, která Anně z Čepí a jejímu manželovi Rynešovi z Úlehle (první choť Vichna z Rosičky) odstoupila a v roce 1376 zapsala Čermákovice (zaniklá ves) a koupené Modletice. Chval ze Rzavé, jehož potomci se psali Vítové ze Rzavého, pak vložil v roce 1386 obě vesnice Jindřichovi III. z Hradce. Jindřich v roce 1399 Modletice a Čermákovice zapsal Janovi z Kravař a z Krumlova, prvnímu manželovi Elišky z Hradce. Dalšími majiteli Modletic a Čermákovic se v roce 1463 stali bratři Jan a Linhart z Hobzí, synové Elišky z Hobzí a Mikuláše Ghroplíka. Jejich sestrou byla Dorota z Hobzí. Obě vesnice nakonec připadly pánům z Hradce, až je v roce 1498 Jindřich z Hradce odprodal vladykům Jindřichovi, Václavovi a Linhartovi ze Zahrádek na Hobzí. Od té doby byla až do roku 1849 ves součástí starohobezského panství. Desátky byly odváděny faře v Nových Sadech a panství Staré Hobzí. Na týdenní pondělní trhy se jezdilo z Modletic do Slavonic. Elektrifikována byla ves v roce 1946 připojením na síť ZME Brno. Ve vesnici nikdy nebyla škola, děti chodily do školy v Nových Sadech, resp. Písečném, později do Slavonic, nyní do Starého Hobzí.

## Přírodní poměry
Podél východního okraje vesnice protéká řeka Moravská Dyje, jejíž niva zde je chráněna jako přírodní památka Moravská Dyje.

## Obyvatelstvo
| Rok            | 1869 | 1880 | 1890 | 1900 | 1910 | 1921 | 1930 | 1950 | 1961 | 1970 | 1980 | 1991 | 2001 | 2011 | 2021 |
| -------------- | ---- | ---- | ---- | ---- | ---- | ---- | ---- | ---- | ---- | ---- | ---- | ---- | ---- | ---- | ---- |
| Počet obyvatel | 128  | 124  | 135  | 144  | 131  | 138  | 140  | 93   | 77   | 46   | 24   | 19   | 23   | 17   | 11   |
| Počet domů     | 24   | 25   | 25   | 31   | 25   | 26   | 25   | 24   | 12   | 12   | 11   | 16   | 16   | 16   | 16   |

## Obecní správa
Při sčítání lidu v letech 1850–1960 Modletice byly samostatnou obcí, se kterým patřily nejprve do okresu Dačice, ale v roce 1900 v okrese Moravské Budějovice a v letech 1910–1950 opět v okrese Dačice. V letech 1961–1971 byly částí obce Marketa v okrese Jindřichův Hradec. Od 26. listopadu 1971 jsou částí obce Písečné v okrese Jindřichův Hradec, kdy se konaly obecní volby.